# Chapelle Notre-Dame-de-Fátima de Siersthal
Pour les articles homonymes, voir Chapelle Notre-Dame-de-Fátima.
 (juillet 2023).
Si vous disposez d'ouvrages ou d'articles de référence ou si vous connaissez des sites web de qualité traitant du thème abordé ici, merci de compléter l'article en donnant les références utiles à sa vérifiabilité et en les liant à la section « Notes et références ».
Le sanctuaire marial Notre-Dame-de-Fátima se situe dans l'écart de Holbach, dans la commune française de Siersthal et le département de la Moselle.

## Histoire
C'est l'abbé Georges Marx, curé de Siersthal qui, à l'approche de la Seconde Guerre mondiale, invite ses paroissiens à ériger un monument en l'honneur de Notre-Dame de Fátima sur les hauteurs du Wasenberg dominant Holbach. Avec l'aide de bénévoles, il fait construire un baldaquin puis une première chapelle dont la première pierre est posée le 4 septembre 1949. En 1967, la paroisse fait construire un bâtiment en dur afin d'offrir un refuge aux pèlerins restauré de nos jours. Il y est ajouté une nouvelle chapelle, plus grande et plus spacieuse. De nombreux temps forts, des enfants aux plus âgés, sont vécus dans le sanctuaire[pas clair].